# Bikutsi
Il bikutsi è un genere musicale tipico del Camerun, che deriva dallo stile tradizionale dei beti, o ewondo, persone che vivono intorno alla città di Yaoundé. Questo genere musicale è innanzitutto una musica per ballare e fu popolare nella metà degli anni novanta, soprattutto nell'Africa occidentale.

## Etimologia
La parola bikutsi letteralmente significa "colpisci la terra" (bi- indica il plurale, -kut- significa "colpire" e -si significa "terra"). Il nome indica una danza che è accompagnata dal suono dei piedi che battono sul terreno.

## Descrizione
La musica bikutsi è caratterizzata da un intenso ritmo di 6/8, anche se alle volte è di 9/8 e ha un tempo quaternario. Si suona a tutti i tipi di riunioni beti, comprese le feste, i matrimoni e le cerimonie funebri.
Si articola in due fasi:
- fase ekang, il tempo in cui vengono discussi argomenti mistici, mitologici e spirituali
- fase bikutsi, il tempo in cui vengono discussi argomenti della vita reale.

Durante queste cerimonie lo sciamano beti usa un particolare strumento chiamato mvet, che serve come strumento di Dio per educare le persone. La  fase ekang è molto musicale e di solito dura tutta la notte. Ci sono poi delle strofe poetiche che vengono accompagnate dal battito delle mani e dalle danze, con degli interludi improvvisati che segnano il passaggio alla  fase bikutsi che è molto meno strutturata. Durante la fase bikutsi, le donne danzano e cantano intorno al balafon (un tipo di xilofono) e concentrano l'attenzione su argomenti che riguardano i rapporti interpersonali, la sessualità e le vite di persone famose. Le canzoni bikutsi tradizionali, come quelle più moderne, sono spesso ironiche.